# Újbelgrád
Koordináták: é. sz. 44° 49′, k. h. 20° 24′44.816667°N 20.400000°E
Újbelgrád városi község (szerbül Градска општина Нови Београд / Gradska opština Novi Beograd) a Belgrádot alkotó 17 városrész egyike.

## Fekvése
Újbelgrád a Száva folyó bal partján fekszik a Szerémség legkeletibb régiójában. Közigazgatásilag, de nem a lakosság szerint, a legészakkeletibb szakasza a Duna jobb partján kezdődik, közvetlenül a Szávával való összefolyása előtt. Nagyrészt nyugatra fekszik az „Ó”-Belgrádtól, mellyel öt híd köti össze (Gazela híd, Branko hídja, Öreg Száva-híd, régi és új vasúti híd) és egy nagy vitát kavart hatodik építésének 2007-ben kellett volna kezdődnie. Az E75-ös út keresztülmegy a település közepén.

## Története
A „Novi Beograd” név először Petar Kokotović kávézójának nevében tűnik fel, melyet 1924-ben nyitottak a Tošin bunar utcában. Valamivel később, 1939-ben, Zimonyban kiadták a „Novi Beograd” című hetilap első számát. Az újbelgrádi városrész kiépítését a kommunisták kezdték 1948-ban. Fiatalokból álló munkabrigádokat vezényeltek az építkezésre. A községet 1953-ban alapították meg. Ma Szerbia (és a politikailag értett Balkán-félsziget) legnagyobb lakótelepe.

## Népesség
| 1948 | 1953   | 1961   | 1971   | 1981    | 1991    | 2002    | 2011    |
| ---- | ------ | ------ | ------ | ------- | ------- | ------- | ------- |
| 9195 | 11.339 | 33.347 | 92.200 | 173.541 | 224.424 | 213.773 | 214.506 |

## Helyi közösségek
|  | - Akademija - Bežanija - Bežanijska Kosa - Bežanijski Blokovi - Dunavski Kej - Fontana - Gazela - Ikarus - Ledine | - Mladost - Pariska Komuna - Paviljoni - Sava - Savski Kej - Stari Aerodrom - Staro Sajmište - Studentski Grad - Ušće |

## Képek

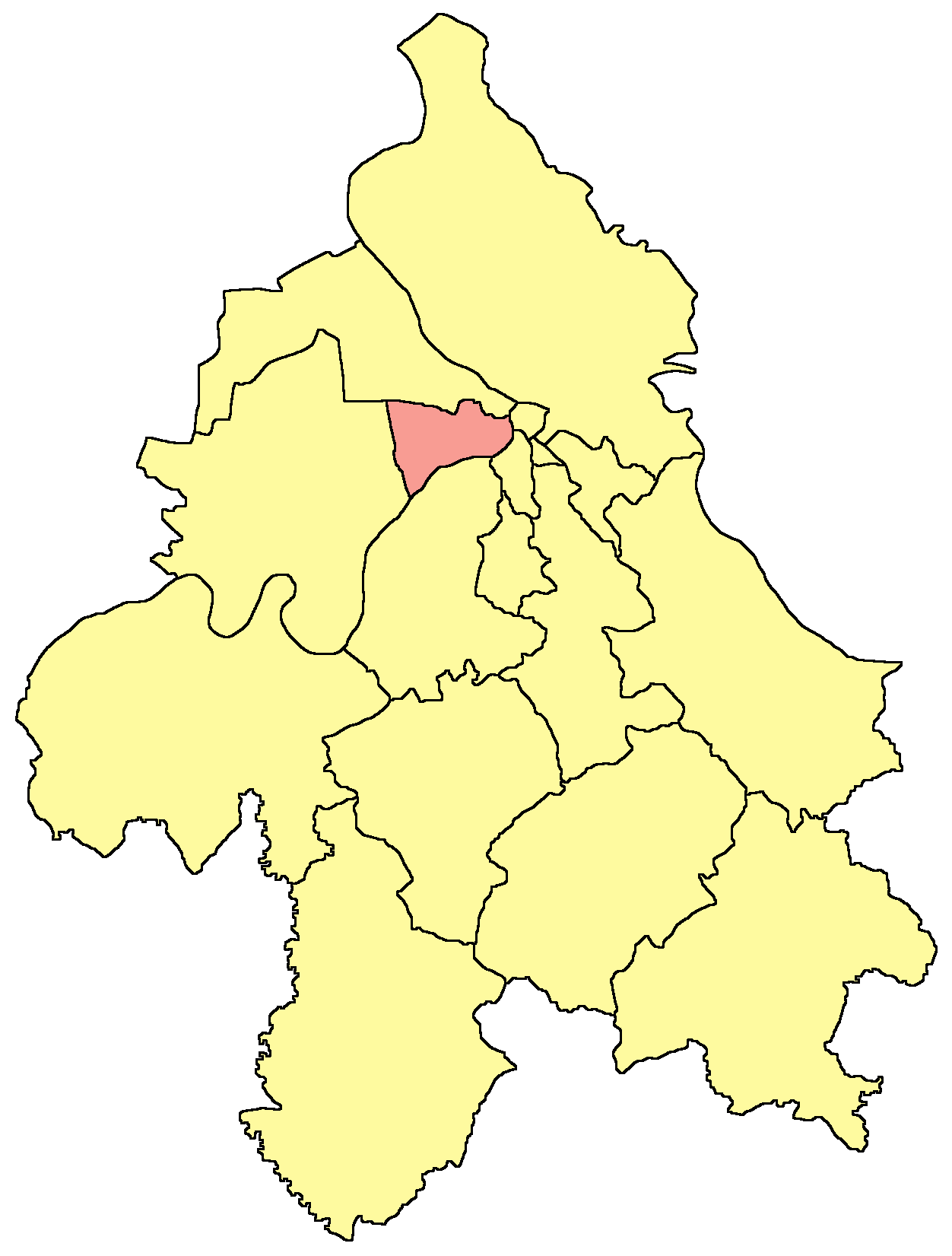
Újbelgrád helyzete a belgrádi kerületek közt
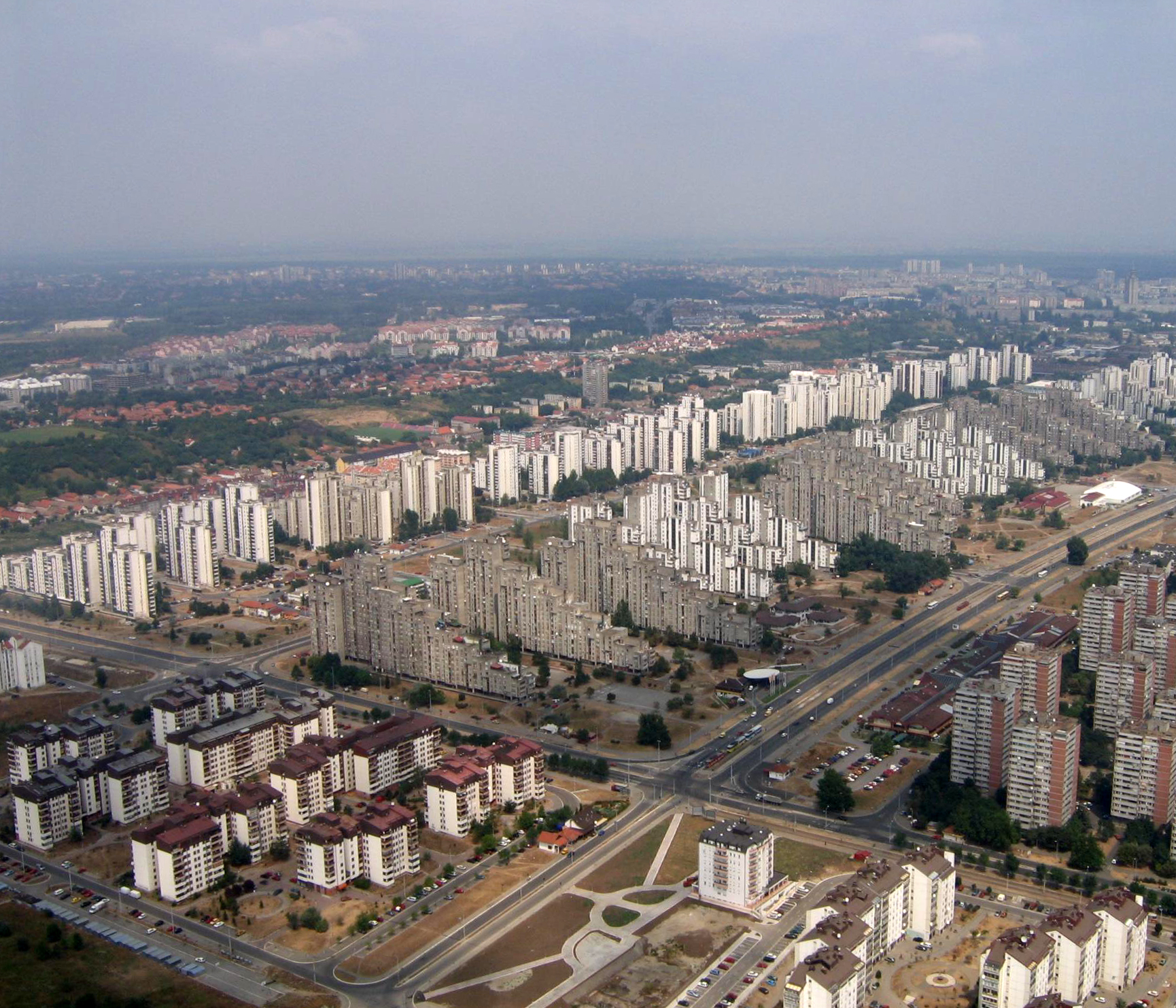
Lakótelep
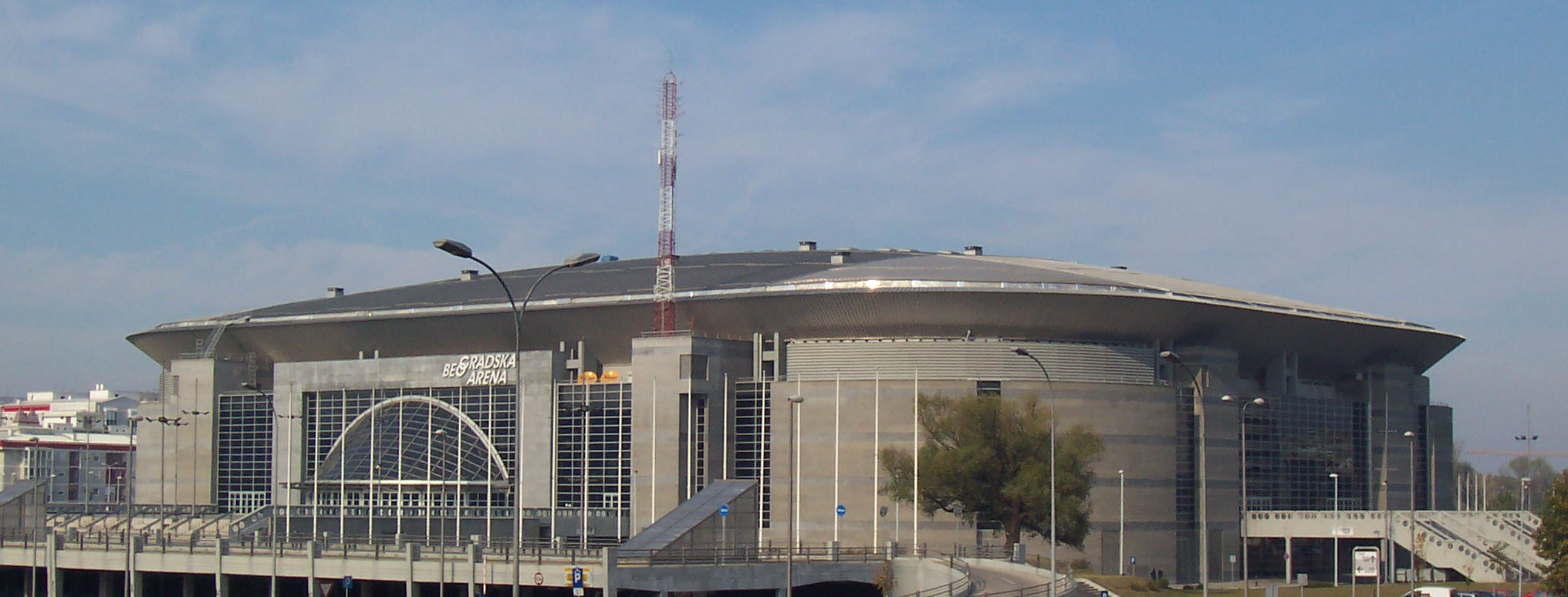
Belgrád Aréna
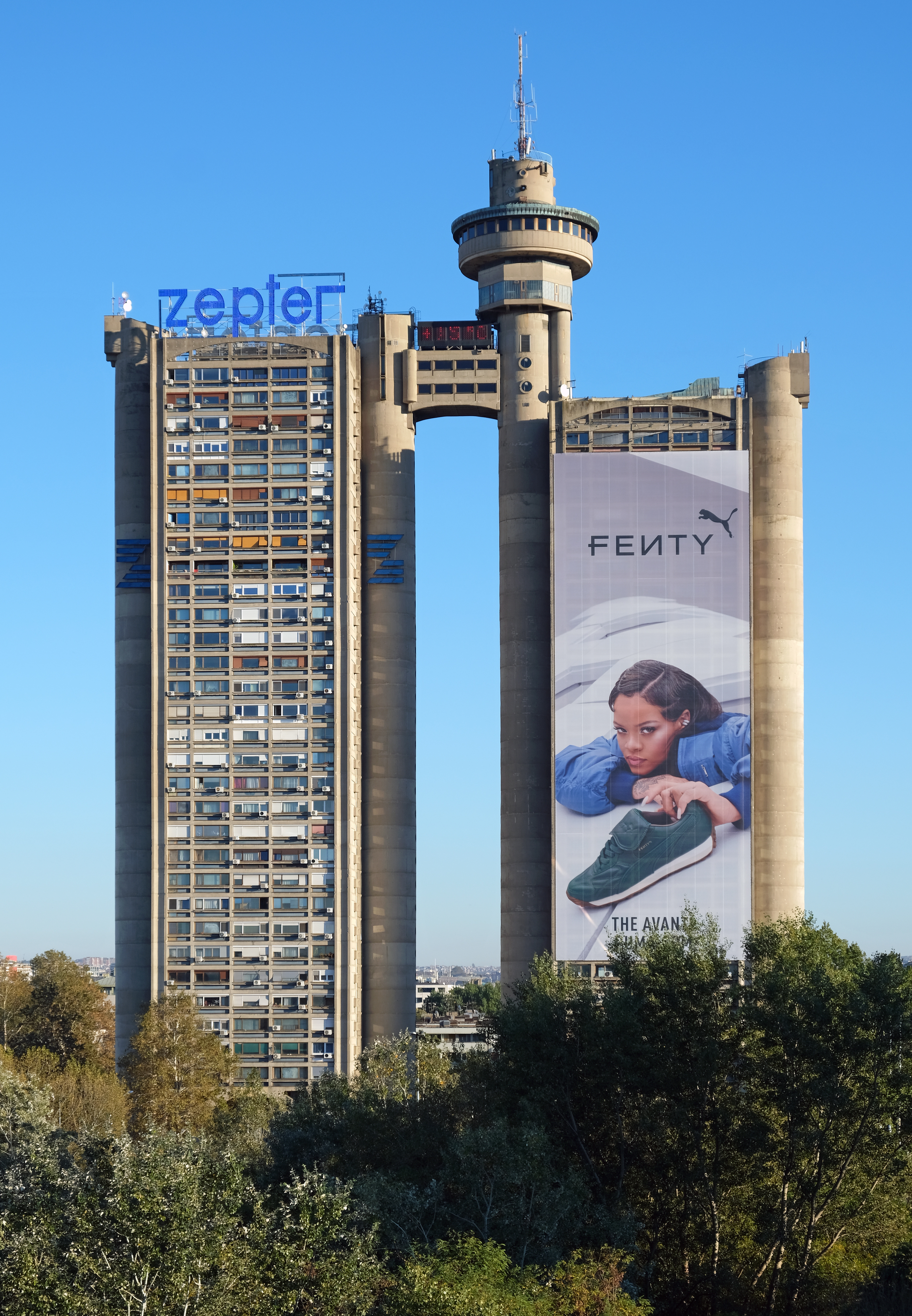
Genex-torony
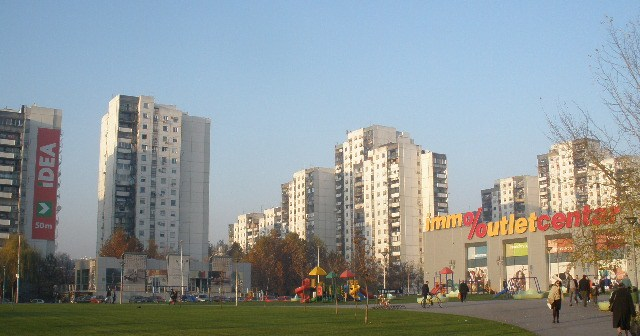
64-es Blokk
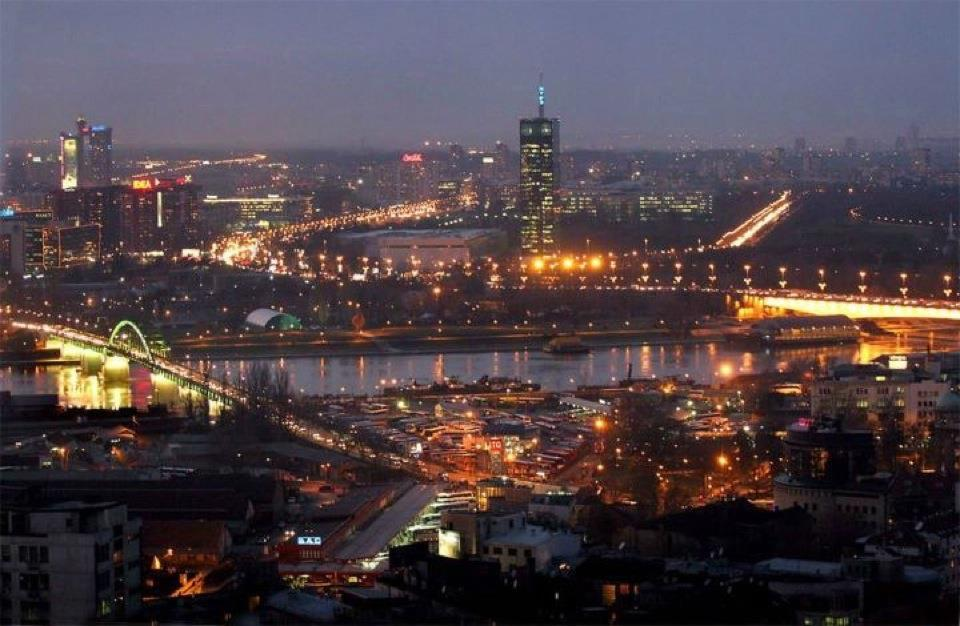
Éjszakai város
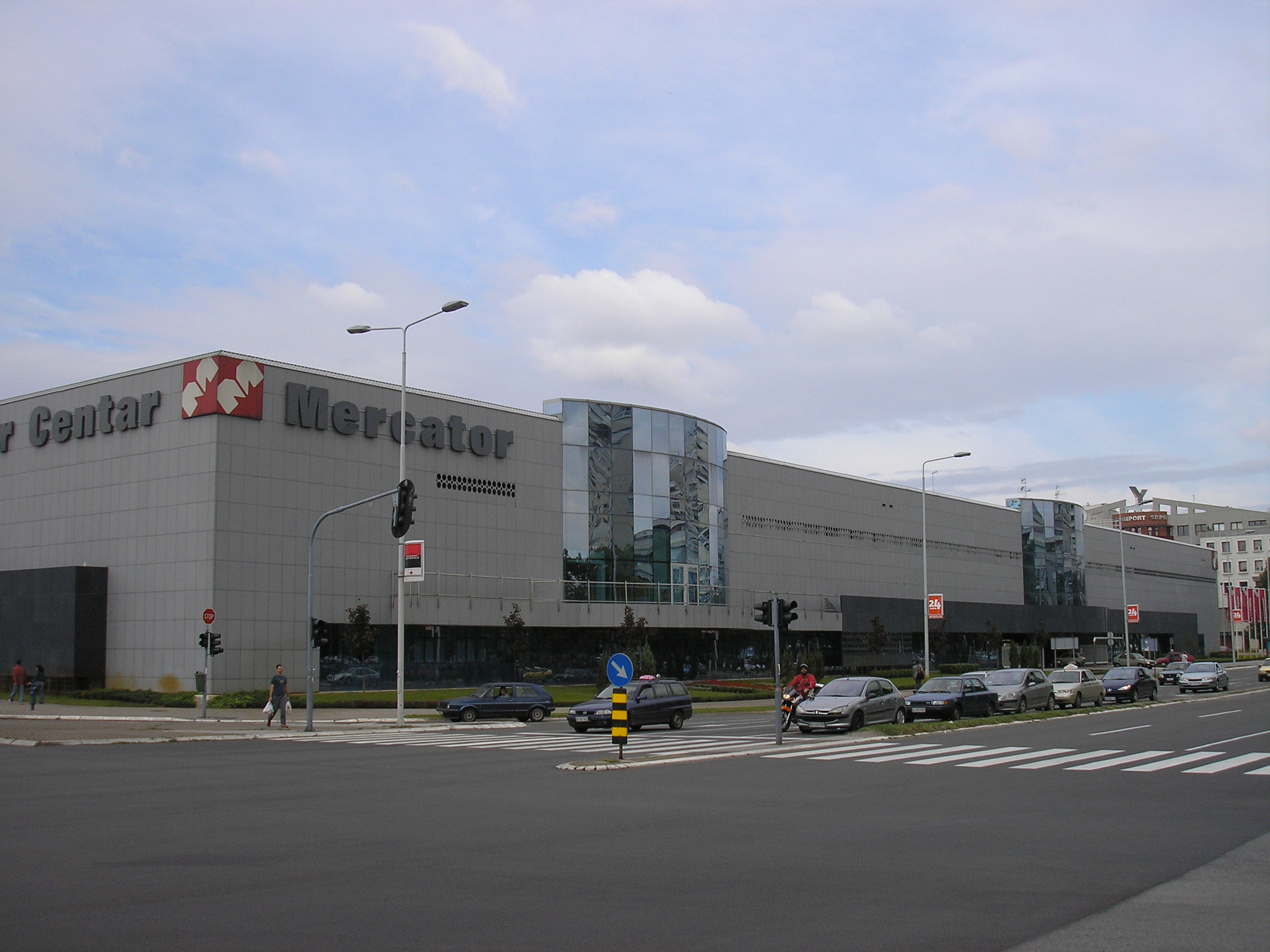
Mercator üzletközpont
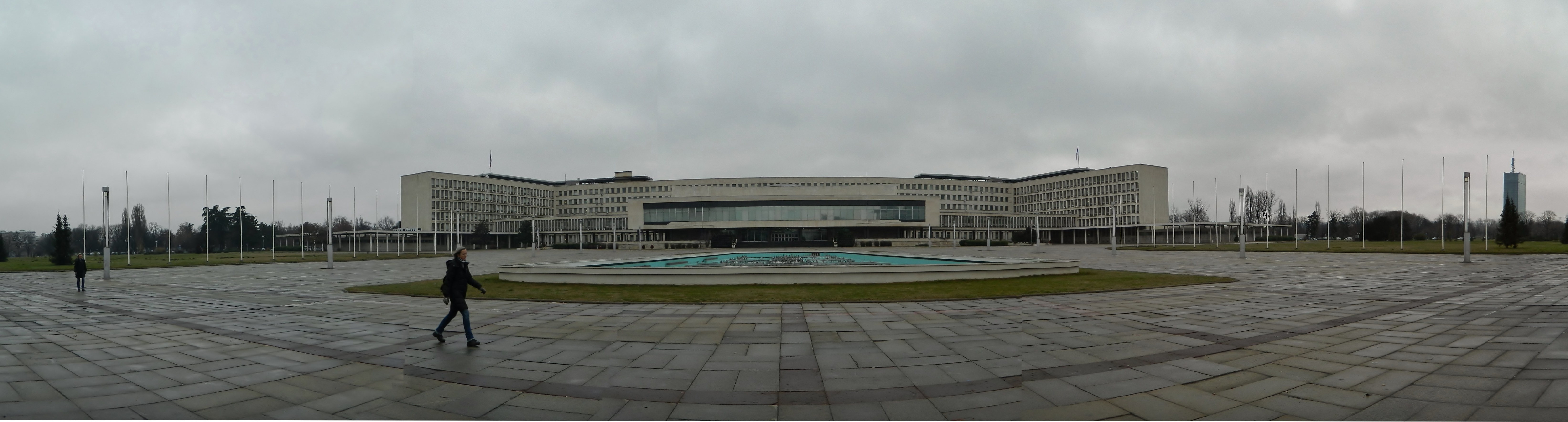
„Szerbia Palota” (Jugoszlávia volt parlamentje)

## Fordítás
Ez a szócikk részben vagy egészben az Opština Novi Beograd című szerb Wikipédia-szócikk ezen változatának fordításán alapul.  Az eredeti cikk szerkesztőit annak laptörténete sorolja fel. Ez a jelzés csupán a megfogalmazás eredetét és a szerzői jogokat jelzi, nem szolgál a cikkben szereplő információk forrásmegjelöléseként.
Ez a szócikk részben vagy egészben a Novi Beograd című angol Wikipédia-szócikk ezen változatának fordításán alapul.  Az eredeti cikk szerkesztőit annak laptörténete sorolja fel. Ez a jelzés csupán a megfogalmazás eredetét és a szerzői jogokat jelzi, nem szolgál a cikkben szereplő információk forrásmegjelöléseként.

## Külső hivatkozások
- Hivatalos honlap (szerbül)
- A szerb Manhattan ocsmányságai az egykori magyar határsávban – Falanszter.blog.hu, 2011. május 8.